# Digonogastra honorata
Digonogastra honorata är en stekelart som först beskrevs av Szepligeti 1906.  Digonogastra honorata ingår i släktet Digonogastra och familjen bracksteklar. Inga underarter finns listade i Catalogue of Life.